# Deux-Rivières
Deux-Rivières – gmina we Francji, w regionie Burgundia-Franche-Comté, w departamencie Yonne. W 2013 roku liczba ludności wynosiła 1259 mieszkańców. Przez gminę przepływa rzeka Cure. 
Gmina została utworzona 1 stycznia 2017 roku z połączenia dwóch ówczesnych gmin: Accolay oraz Cravant. Siedzibą gminy została miejscowość Cravant.